# Divizia 11 Infanterie (1916-1918)
Divizia 11 Infanterie a fost o mare unitate de nivel tactic care s-a constituit la 27 august 1916, prin mobilizarea unităților de rezervă din compunerea Comandamentului I Teritorial: Regimentul 57 Infanterie - (Turnu Severin), Regimentul 58 Infanterie - (Târgu Jiu), Regimentul 41 Infanterie - (Craiova), Regimentul 71 Infanterie - (Calafat), Regimentul 42 Infanterie - (Râmnicu Vâlcea), Regimentul 66 Infanterie - (Balș), Regimentul 43 Infanterie - (Slatina), Regimentul 59 Infanterie - (Caracal) și Regimentul 21 Artilerie.:p. 58
Divizia  a făcut parte din organica Corpului I Armată. La intrarea în război, Divizia 11 Infanterie a fost comandată de generalul de brigadă Ioan Muică. Divizia a participat la acțiunile militare pe frontul românesc, pe toată perioada războiului, între 27 august 1916 - 11 noiembrie 1918. 

## Ordinea de bătaie la mobilizare

### Campania anului 1916
La declararea mobilizării, la 27 august 1916, Divizia 11 Infanterie a făcut parte din compunerea de luptă a Corpului I Armată, alături de Divizia 1 Infanterie și Divizia 2 Infanterie. Corpul I Armată era comandat de generalul de divizie Ioan Popovici, eșalonul ierarhic superior fiind Armata 1, comandată de generalul de divizie Ioan Culcer.
Ordinea de bătaie a diviziei era următoarea:

- Divizia 11 Infanterie

- Brigada 21 Infanterie

- Regimentul 57 Infanterie
- Regimentul 58 Infanterie

- Brigada 22 Infanterie

- Regimentul 41 Infanterie
- Regimentul 71 Infanterie

- Regimentul 22 Artilerie

## Reorganizări pe perioada războiului
În prima jumătate a anului 1917, Divizia 11 Infanterie s-a reorganizat în spatele frontului. Divizia a fost inclusă în compunerea de luptă a Corpului I Armată, alături de Divizia 2 Infanterie și Divizia 4 Infanterie. Corpul I Armată era comandat de generalul de brigadă Nicolae Petala, eșalonul ierarhic superior fiind Armata 1.
Ordinea de bătaie a diviziei era următoarea::p. 192>

- Divizia 11 Infanterie

- Brigada 21 Infanterie

- Regimentul 43/59 Infanterie
- Regimentul 42/66 Infanterie

- Brigada 22 Infanterie

- Regimentul 57/58 Infanterie
- Regimentul 41/71 Infanterie

- Brigada 11 Artilerie

- Regimentul 21 Artilerie
- Regimentul 26 Obuziere

- Compania divizionară de mitraliere
- Divizionul de cavalerie
- Batalionul 11 Pionieri

## Comandanți
Pe perioada desfășurării Primului Război Mondial, Divizia 11 Infanterie a avut următorii comandanți:
| Gradul             | Numele            | Perioada                              | Imagine |
| ------------------ | ----------------- | ------------------------------------- | ------- |
| General de brigadă | Ioan Muică        | 15 august 1916 - 5 septembrie 1916    |         |
| General de brigadă | Dumitru Cocorăscu | 5 septembrie 1916 - 25 noiembrie 1916 |         |
| Colonel            | Ernest Broșteanu  | 25 noiembrie 1916 - 28 octombrie 1918 |         |